# 218570 Jonvandegriff
218570 Jonvandegriff este o planetă minoră (asteroid) din centura de asteroizi. A fost descoperită pe 10 aprilie 2005 la Observatorul Național Kitt Peak de Marc Buie⁠(d). 
Obiectul prezintă o orbită caracterizată de o semiaxă mare de 2,3675975608939 UAi, o excentricitate de 0,21943949461144, o înclinație de 1,6337815544044 ° în raport cu ecliptica.